# Attila Czebe
Attila Czebe (ur. 26 grudnia 1975 w Budapeszcie) – węgierski szachista, arcymistrz od 2003 roku.

## Kariera szachowa
W 1995 r. podzielił I-II m. w mistrzostwach Węgier juniorów do 20 lat i reprezentował swój kraj na rozegranych w Holonie mistrzostwach Europy juniorów do 20 lat. W latach 1997, 2002 i 2005 trzykrotnie wystąpił w narodowej drużynie w turniejach o Puchar Mitropa, dwukrotnie (1997, 2002) zdobywając brązowe medale.
Wielokrotnie startował w rozgrywanych w Budapeszcie cyklicznych turniejach First Saturday, wielokrotnie odnosząc sukcesy, m.in. w latach 1993 (I m., edycja FS10 IM-B), 1996 (I m., FS12 IM), 1997 (I-II m., FS06 IM), 1998 (I-III m. wspólnie z m.in. Laszlo Vadaszem, FS09 IM-A), 1999 (dwukrotnie I m., FS09 IM-B oraz FS12 IM-A), 2002 (I-II m., FS08 IM-B), 2005 (I m., FS06 GM oraz I-II m. wspólnie ze Zlatko Ilinciciem, FS09 GM), 2007 (II m. za Nguyễn Ngọc Trường Sơnem, FS09 GM), 2009 (I m., FS10 GM), 2010 (II m. za Laszlo Gondą, FS03 GM) oraz 2011 (I m., FS11 GM).
Normy na tytuł arcymistrza wypełnił w drużynowych mistrzostwach Bośni i Hercegowiny w Neumie (2001) oraz w międzynarodowych turniejach w Mentonie (2002) oraz Bukareszcie (2003, memoriał Victora Ciocaltei, II m. w za Viorelem Iordachescu).
Inne sukcesy indywidualne:
- dz. I m. w Budapeszcie (1997, turniej Honved-B, wspólnie z Csabą Horvathem),
- I m. w Segedyn (1998),
- dz. II m. w Baden (2000, za Jozsefem Pinterem, wspólnie z m.in. Alikiem Gerszonem i Cristiną Foisor),
- dz. I m. w Balatonlelle (2001, wspólnie z Lajosem Seresem),
- I m. w Kali (2002),
- dz. I m. w Zalakaros (2002, wspólnie z m.in. Attilą Groszpeterem, Peterem Horvathem i Ádámem Horváthem),
- II m. w Balaguerze (2003, za Ciprianem-Costicą Nanu),
- dz. I m. w Zalakaros (2004, wspólnie z m.in. Konstantinem Czernyszowem, Jozsefem Horvathem i Albertem Bokrosem(inne języki)),
- dz. I m. w Bazylei (2004, wspólnie z Trajcze Nediewem, Csabą Baloghem, Mihajlo Stojanoviciem(inne języki), Andriejem Zontachem i Stefanem Djuriciem(inne języki)),
- dwukrotnie dz. I m. w Harkánach (2004, wspólnie z Ádámem Horváthem i Levente Vajdą oraz 2007, wspólnie z Viktorem Erdosem),
- dz. I m. w Zurychu (2008, wspólnie z Falko Bindrichem, Imre Herą, Władimirem Georgijewem, Yannickiem Pelletierem i Peterem Prohaszką),
- dz. I m. w Szombathely (2010, wspólnie z Gyulą Papem(inne języki)),
- dz. I m. w Balatonföldvárze (2010, wspólnie z Sandorem Videkim(inne języki)),
- I m. Paksie (2011, open).

Najwyższy ranking w dotychczasowej karierze osiągnął 1 lipca 2011 r., z wynikiem 2526 punktów zajmował wówczas 26. miejsce wśród węgierskich szachistów.